# Opius altritemporalis
Opius altritemporalis är en stekelart som beskrevs av Fischer 1966. Opius altritemporalis ingår i släktet Opius och familjen bracksteklar. Inga underarter finns listade i Catalogue of Life.